# Voorafgaande titel van het Wetboek van strafvordering
De wet van 17 april 1878 houdende de Voorafgaande titel van het Wetboek van strafvordering bevat het algemeen of inleidend deel van het Wetboek van strafvordering. De wet verscheen in het Belgisch Staatsblad op 25 april 1878. Deze wet wordt afgekort als VT.Sv. In 2018 telde ze 43 artikelen.

## Inhoud
In de Voorafgaande titel van het Wetboek van strafvordering treft men bepalingen aan over:
- de uitoefening van de strafvordering (art. 1 tot 3ter en 5ter VT.Sv.)
- de uitoefening van de burgerlijke rechtsvordering (art. 4 en 5 VT.Sv.)
- de hoedanigheid van benadeelde persoon art. 5bis VT.Sv.)
- de strafvordering wegens misdrijven buiten het grondgebied van het Rijk gepleegd (art. 6 tot 14 VT.Sv.)
- prejudiciële geschillen (art. 15 tot 19 VT.Sv.)
- de oorzaken van verval van de strafvordering en de burgerlijke vordering (art. 20 tot 29 VT.Sv.)
  - de verjaring (art. 21 tot 26 VT.Sv.)
  - de strafvordering ten aanzien van geestesgestoorden (art. 29 VT.Sv., ingevoerd bij wet 16 april 1935)
- provocatie (art. 30 VT.Sv., ingevoerd bij wet 27 december 2005)
- de strafvordering na een uithandengeving door een jeugdgerecht (art. 31 VT.Sv., ingevoerd bij wet 13 juni 2006)
- de nietigheden (art. 32 VT.Sv., ingevoerd bij wet 24 oktober 2013 (Wet-Landuyt))

## Opschrift van de wet
De Nederlandse namen 'Voorafgaande titel van het Wetboek van strafvordering' en 'Wetboek van strafvordering' doen niets vermoeden. Met de Franse namen is dat anders. De 'titre préliminaire du Code de procédure pénale en Code d'instruction criminelle laten wel iets uitschijnen. De Voorafgaande titel van het Wetboek van strafvordering was eigenlijk bedoeld als een eerste aanloop tot een Code de procédure pénale die de Code d'instruction criminelle op termijn moest vervangen. Men is bij de titre préliminaire blijven steken. Er is geen vervolg meer op gekomen.